# 吉田正
𠮷田正（よしだ ただし、1921年（大正10年）1月20日 - 1998年（平成10年）6月10日）は、日本の国民歌謡作曲家。死後の1998年7月に国民栄誉賞受賞。位階は従四位。茨城県日立市出身。
生涯作曲数は2400曲を超える。都会的で哀愁漂うメロディーは都会調歌謡と称され、ムード歌謡から青春歌謡、リズム歌謡まで幅広く手掛けた。吉田が描いた曲風は吉田メロディー（吉メロ）と称される。また、鶴田浩二、三浦洸一、フランク永井、松尾和子、橋幸夫、和田弘とマヒナスターズなど多くの歌手を育て上げた、第二次世界大戦後の日本歌謡史を代表する作曲家の一人である。

## 略歴

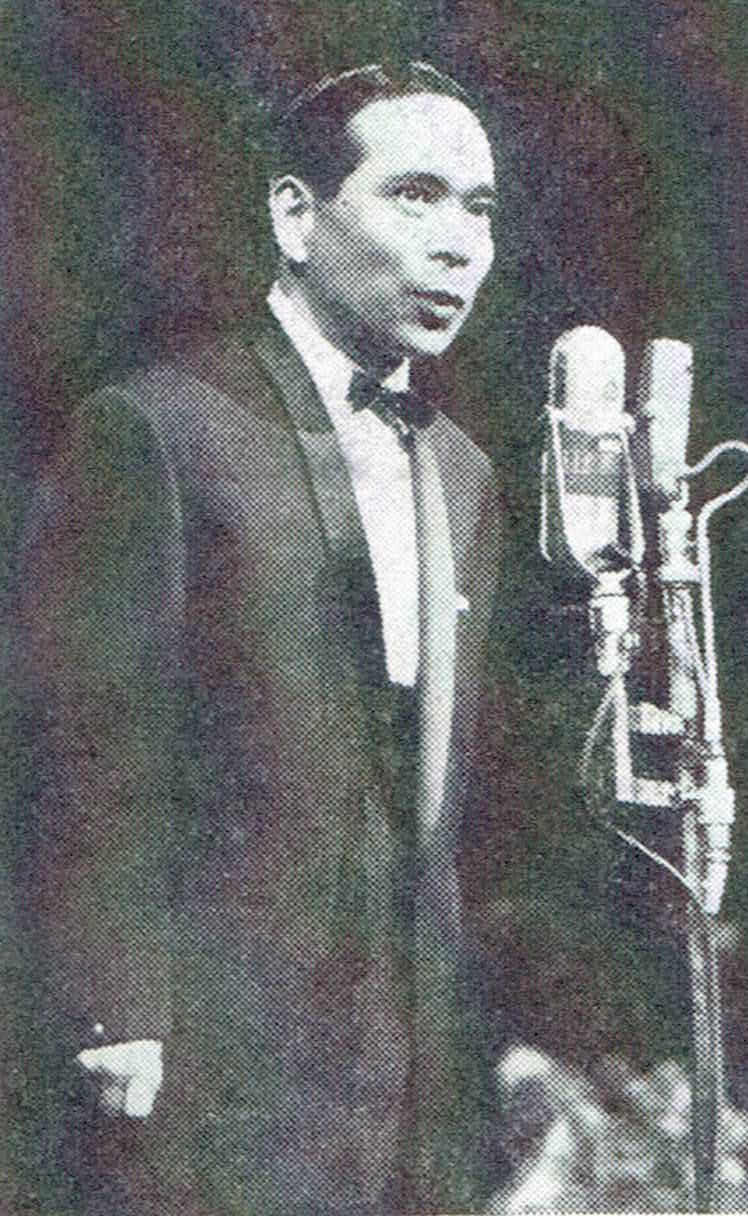
平凡出版『週刊平凡』第4巻第25号（1962）より

- 1921年（大正10年）1月20日、茨城県多賀郡高鈴村（現在の日立市）に生まれる。
- 1939年（昭和14年）3月、日立工業専修学校卒業。
- 1939年（昭和14年）4月、増成動力工業株式会社に入社。
- 1942年（昭和17年）1月、満州国黒河省漱江に展開していた陸軍水戸歩兵第二連隊に入隊。
- 1944年（昭和19年）急性盲腸炎のためペリリューの戦いに参戦せず満州に残る。
- 1945年（昭和20年）10月、敗戦と同時に、ソビエト連邦シベリア地区に抑留される（シベリア抑留）。従軍中に作曲した『大興安嶺突破演習の歌』に、抑留兵の一人が『昨日も今日も』という詩を付け、よみ人しらずで抑留地に広まり歌われる（後の『異国の丘』）。
- 1948年（昭和23年）8月、NHKラジオの素人のど自慢でシベリア復員兵の中村耕造が、よみ人しらず「俘虜の歌える」と題して歌い話題となる。
- 1948年（昭和23年）8月、ラジオ放送直後、舞鶴港に復員。半月の静養の後、話題も知らず入隊前の会社に復帰。
- 1948年（昭和23年）9月、佐伯孝夫が補作詞し、『異国の丘』としてビクターレコードより発売。
- 1949年（昭和24年）4月、日本ビクターに専属作曲家として入社。
- 1960年（昭和35年）12月、『誰よりも君を愛す』で第2回日本レコード大賞を受賞。
- 1962年（昭和37年）12月、『いつでも夢を』で第4回日本レコード大賞を受賞。同賞では後にその功績をたたえ『吉田正賞』を制定した。
- 1968年（昭和43年）12月、第10回日本レコード大賞特別賞受賞。
- 1969年（昭和44年）4月、芸術選奨文部大臣賞を受賞。
- 1982年（昭和57年）11月、紫綬褒章を受章。
- 1989年（平成元年）日本音楽著作権協会会長に就任。
- 1990年（平成2年）12月、第32回日本レコード大賞功労賞受賞。
- 1992年（平成4年）4月、勲三等旭日中綬章を受章。
- 1993年（平成5年）3月、日本放送協会放送文化賞受賞。
- 1993年、日本作曲家協会会長に就任。
- 1997年（平成9年）日本作曲家協会名誉会長に就任。
- 1998年（平成10年）6月10日、肺炎のため死去。77歳没。同日付で従四位叙位。作曲家としては古賀政男（1978年）、服部良一（1993年）に次いで史上3人目となる国民栄誉賞を受賞。日立市名誉市民として顕彰された。墓所は日立市十王町の法鷲院。
- 2004年（平成16年）生誕の地である茨城県日立市のかみね公園に『吉田正音楽記念館』開設。
- 2005年（平成17年）日立市内の常磐線の駅（大甕駅-十王駅）の発車メロディに吉田作曲のメロディーが採用される。

## 代表作

### 歌謡曲
- 異国の丘（1948年／竹山逸郎・中村耕造）
- 東京の星空（1951年／吉岡妙子）
- 雨の夜のスーベニール（1951年／吉岡妙子）
- 落葉しぐれ（1953年／三浦洸一）
- 街のサンドイッチマン（1953年／鶴田浩二）
- 花の三度笠（1953年／小畑実）
- 赤と黒のブルース（1955年／鶴田浩二）
- おばこマドロス（1955年／野村雪子）
- ゴジラさん（1955年/青木晴美）[1]
- うちのアンギラス（1955年/青木晴美・野澤一馬）[1]
- 東京の人（1956年／三浦洸一）
- 好きだった（1956年／鶴田浩二、1959年／和田弘とマヒナスターズ - ハワイアン風に後年カバー）
- 哀愁の街に霧が降る（1956年／山田真二）
- 有楽町で逢いましょう（1957年／フランク永井）
- 夜霧の第二国道（1957年／フランク永井）
- 東京午前三時（1957年／フランク永井）
- 夢みる乙女（1957年／藤本二三代）
- 泣かないで（1958年／和田弘とマヒナスターズ） - マヒナのオリジナル曲第1弾である。
- 好きな人（1958年／藤本二三代）
- 男のいる街　(1958年／豊田泰光)
- グッド・ナイト（1959年／松尾和子&和田弘とマヒナスターズ）- 松尾和子のデビュー曲。
- 東京ナイト・クラブ（1959年／松尾和子&フランク永井） - 松尾和子のデビュー曲。
- 誰よりも君を愛す（1959年／松尾和子&和田弘とマヒナスターズ） ○第2回日本レコード大賞
- 僕の東京地図（1959年／曽根史朗）
- 潮来笠（1960年／橋幸夫） - 橋幸夫のデビュー曲。○第2回日本レコード大賞（新人賞）
- 再会（1960年／松尾和子）
- おけさ唄えば（1960年／橋幸夫）
- 喧嘩富士（1960年／橋幸夫）
- 夜がわるい（1960年／松尾和子）
- 花の大理石（マーブル）通り（1960年／藤本二三代）
- 木曽ぶし三度笠（（1960年／橋幸夫）
- 磯ぶし源太（1961年／橋幸夫） ○第3回日本レコード大賞（作詞賞受賞曲）
- 南海の美少年（天草四郎の唄）（1961年／橋幸夫）
- 沓掛時次郎（1961年／橋幸夫）
- 江梨子（1962年／橋幸夫）
- 悲恋の若武者（1962年／橋幸夫）
- 慕情のワルツ（1962年／橋幸夫）
- 寒い朝（1962年／吉永小百合）
- 若いやつ（1962年／橋幸夫）
- あした逢う人（1962年／橋幸夫）
- いつでも夢を[2]（1962年／橋幸夫&吉永小百合） ○第4回日本レコード大賞
- 花の折鶴笠（1962年／橋幸夫）
- 中山七里（1962年／橋幸夫）
- 伊豆の踊子（1963年／吉永小百合）
- 美しい十代（1963年／三田明）
- 二人の星をさがそうよ（1963年／田辺靖雄）
- 後追い三味線（1963年／榎本美佐江）
- 若い東京の屋根の下（1963年／橋幸夫&吉永小百合）
- 光る海（1963年／吉永小百合）
- 嫁ぐ日まで（1963年／吉永小百合）
- 舞妓はん（1963年／橋幸夫）
- 白い制服（1963年／橋幸夫）
- 通天閣の灯（1963年／橋幸夫）
- 若い歌声（1963年／橋幸夫&吉永小百合）
- 雨の中に消えて（1963年／吉永小百合）
- お嬢吉三（1963年／橋幸夫）
- 赤いブラウス（1964年／橋幸夫）
- そこは青い空だった（1964年／橋幸夫&吉永小百合）
- 青いセーター（1964年／橋幸夫）
- 霧の中の少女（1964年／久保浩）
- 恋をするなら（1964年／橋幸夫） ○第7回日本レコード大賞（企画賞受賞曲）
- ごめんねチコちゃん（1964年／三田明）
- ゼッケンNO.1スタートだ（1964年／橋幸夫） ○第7回日本レコード大賞（企画賞受賞曲）
- 若い二人の心斎橋（1964年／三田明&吉永小百合）
- チェッ・チェッ・チェッ -涙にさよならを-（1964年／橋幸夫） ○第7回日本レコード大賞（企画賞受賞曲）
- あの娘と僕〜スイム・スイム・スイム（1965年／橋幸夫） ○第7回日本レコード大賞（企画賞受賞曲）
- キューポラのある街（1965年／吉永小百合）
- 若い翼（1965年／三田明）
- 明日は咲こう花咲こう（1965年／三田明&吉永小百合）
- われらのちから（1966年／立川澄人）
- おまえに（1966年／フランク永井）
- 恋人ジュリー（1966年／三田明）
- 夢みる港（1966年／橋幸夫&吉永小百合）
- 勇気あるもの（1966年／吉永小百合&トニーズ）
- 恋と涙の太陽（アメリアッチ）（1966年／橋幸夫）
- 海に泣いている （1966年／トニーズ）
- シンガポールの夜は更けて（1966年／橋幸夫）
- 殺陣師一代（1967年／橋幸夫）
- 愛の世界 （1967年／吉永小百合&トニーズ）
- 恋人たち （1967年／吉永小百合&トニーズ）
- 娘たちはいま（1967年／吉永小百合）
- 恋のメキシカン・ロック（1967年／橋幸夫）
- 佐久の鯉太郎（1967年／橋幸夫）
- 花太郎笠（1968年／橋幸夫）
- 和歌山ブルース（1968年／古都清乃）
- 加茂川ブルース（1968年／フランク永井）
- 夜明けの二人（1968年／橋幸夫）
- 赤い夕陽の三度笠（1968年／橋幸夫）
- 乙女川（1968年／橋幸夫）
- 鯉名の銀平（1969年／橋幸夫）
- 傷だらけの人生（1970年／鶴田浩二） ○第13回日本レコード大賞（大衆賞）
- 子連れ狼（1971年／橋幸夫） ○第14回日本レコード大賞（大衆賞）
- 未練の女（1971年／日吉ミミ）
- 京ごよみ -沖田総司-（1974年／橋幸夫） ○第16回日本レコード大賞（中山晋平・西条八十賞）
- 花の喧嘩旅（1975年／橋幸夫）
- 股旅グラフィティ さらば渡り鳥（1977年／橋幸夫）
- 法師の宿（1980年／橋幸夫）
- 人/花蕾（1988年／美空ひばり）
- 古葉,大洋よ覇者となれ（1989年／大石吾朗）
- 春来川慕情（1990年／松尾和子）
- サンタマリア（1991年／武井つかさ）※NHK『みんなのうた』
- しあわせは少し遠くに（1996年／吉永小百合）※三井ホームイメージソング
- 面影渡り鳥（1996年／橋幸夫） 最後のビクターヒット賞受賞曲[3]

など

## 関連項目

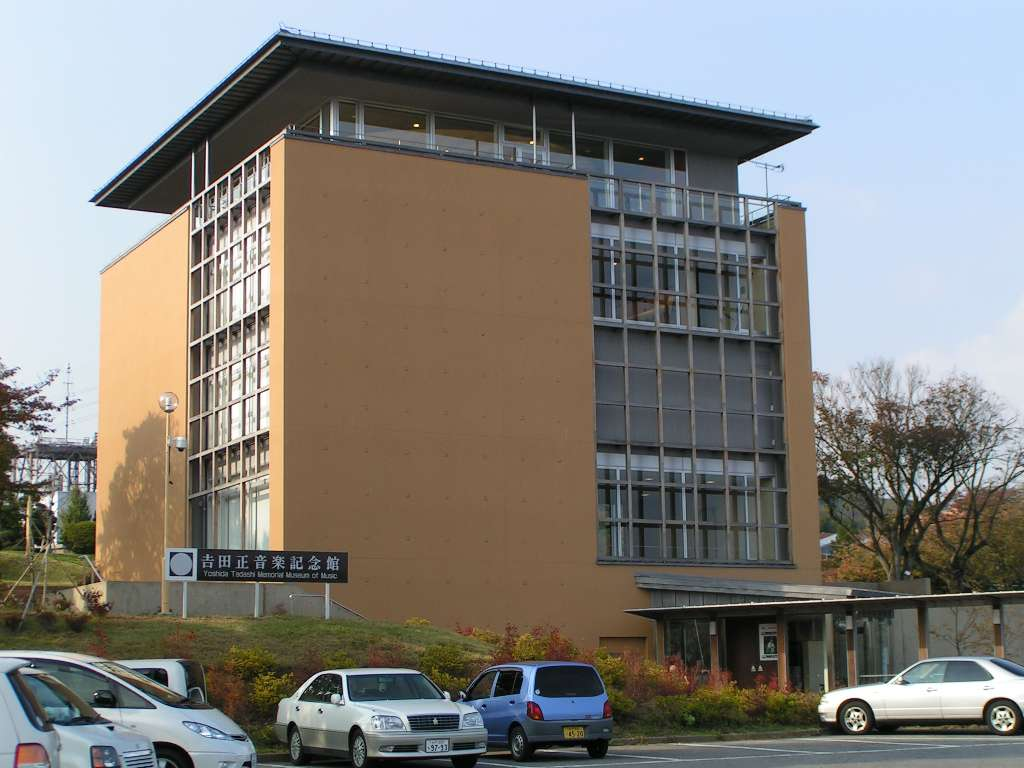
吉田正音楽記念館

## 門下生
- 鶴田浩二
- フランク永井
- 松尾和子
- 三浦洸一
- 橋幸夫
- 吉永小百合
- 三田明
- 雪村いづみ
- 藤本二三代
- 和田弘とマヒナスターズ
- 久慈あさみ
- 古都清乃
- 久保浩
- トニーズ

ほか多数

## 評伝
- 金子勇『吉田正〜誰よりも君を愛す』

ミネルヴァ書房〈ミネルヴァ日本評伝選〉、2010年

## 発車メロディ
出身地の茨城県日立市内のJR常磐線の各駅では、2005年10月6日（日立駅）11月1日（日立駅以外）から発車メロディに吉田の代表曲を使用している。
- 上り（全駅共通、ただし小木津駅と十王駅は音色違い）：いつでも夢を（吉永小百合・橋幸夫）
- 下り
  - 大甕駅：恋のメキシカン・ロック（橋幸夫）
  - 常陸多賀駅：公園の手品師（フランク永井）
  - 日立駅：寒い朝（吉永小百合）
  - 小木津駅：明日は咲こう花咲こう（吉永小百合・三田明）
  - 十王駅：若い港（三田明）

## 備考
- 第二次世界大戦後の常用漢字制限で長らく表記は吉田正のままであったが、本名は𠮷田正である。2017年現在は吉田正記念オーケストラほか彼に関する公演のチラシやパンフレットの各種表記は、全て元に戻されている。